# N'Digane
 (octobre 2012).
Digane est un village  du Sénégal situé dans la Communauté rurale de Dalla Ngabou.

## Géographie
Il est situé dans la région de Diourbel et à proximité de la ville sainte de Touba, dans le département de Mbacké.